# Секульский, Лукаш
Лукаш Марцин Секульский (пол. Łukasz Marcin Sekulski, 3 ноября 1990, Плоцк, Польша) — польский футболист, полузащитник.

## Биография
Начал карьеру в клубе из родного Плоцка «Висла», за который 2008—2014 годах сыграл 104 матча, забил 13 голов. В первой половине сезона 2009/10 на правах аренды играл за «Ракув» — 12 матчей, два гола. В сезоне 2014/2015 в составе клуба «Сталь» Сталёва-Воля из польской Лиги 2 забил 30 мячей в 33 матчах, после чего перешёл в клуб клубов элитного дивизиона «Ягеллония». Сезон 2016/17 провёл в аренде в клубах «Корона» и «Пяст». 22 февраля 2018 перешёл в клуб-аутсайдер РФПЛ «СКА-Хабаровск». В премьер-лиге дебютировал 4 марта в домашнем матче против «Тосно» (0:1) — отыграл первые 75 минут.